# Tatewo
Tatewo (russisch Татево) ist ein Dorf im Rajon Olenino in der Oblast Twer, Russland, 175 km westlich von Twer zwischen der Siedlung städtischen Typs Olenino und der Kleinstadt Bely gelegen. Der Ort war 2008 ständiger Wohnsitz von 356 Einwohnern und gehört zur Landgemeinde Gussewo (Gussewskoje selskoje posselenije).

## Geschichte
Das Dorf wurde Anfang des 19. Jahrhunderts von der Adelsfamilie Ratschinski gekauft und ist der Heimatort des Botanikers, Mathematikers und Mitgliedes der Russischen Akademie der Wissenschaften Sergei Alexandrowitsch Ratschinski (1833–1902). Er eröffnete hier 1875 eine vierklassige Reformschule für Landkinder, die unter anderem von dem Maler Nikolai Petrowitsch Bogdanow-Belski und dem Mediziner I. L. Bogdanow, ebenfalls Mitglied der Akademie der Wissenschaften, besucht wurde.
1930 wurde in Tatewo ein Kolchos gegründet, 1936 eine erste Maschinen-Traktoren-Station. Heute gibt es in Tatewo eine allgemeinbildende Schule, ein Kulturhaus und ein Ortsmuseum. Unter anderem sind das Herrenhaus des Ratschinski-Gutes mit Nebengebäuden vom Ende des 18. und aus der zweiten Hälfte des 19. Jahrhunderts, die frühere Kirche der Heiligen Dreifaltigkeit (zerkow Swjatoi Troizy) aus der zweiten Hälfte des 18. Jahrhunderts sowie Reste des Parks mit seltenen Baumarten erhalten geblieben.
Anfang des 20. Jahrhunderts besuchten die Malerin Anna Ostroumowa-Lebedewa und der Maler Dementi Schmarinow das Dorf. Auf dem Friedhof in Tatewo sind W. A. Ratschinskaja (die Schwester des Dichters Jewgeni Baratynski) und Sergei Ratschinski begraben. In einem Gemeinschaftsgrab liegen 77 Sowjetsoldaten, die im Krieg bei Tatewo gefallen waren. 1980 wurde ein Denkmal für die Schulabgänger der Schule in Tatewo errichtet, die im Großen Vaterländischen Krieg gefallen sind. Die Einwohnerzahl des Dorfes sank von 449 Einwohnern (1992) auf 356 Einwohner (2008).